# Крістін Еліз
Крістін Еліз Маккарті (англ. Christine Elise; 12 лютого 1965) — американська акторка, сценаристка, кінорежисерка та фотографка.

## Біографія
Крістін Еліз Маккарті народилася 12 лютого 1965 року в Бостоні, штат Массачусетс. Закінчила школу Boston Latin High School в 1983 році. Знімалася у таких фільмах, як «Дитяча гра 2» (1990), «Викрадачі тіл» (1993), «Невловимий» (1997), а також у телесеріалі «Беверлі-Гіллз, 90210» (1991—1994).
Також вона є професійною фотографкою.
Мала стосунки з актором Джейсоном Прістлі з 1992 по 1997 рік.

## Фільмографія
| Рік       |    | Українська назва                    | Оригінальна назва                 | Роль                        |
| --------- | -- | ----------------------------------- | --------------------------------- | --------------------------- |
| 1988      | тф | Хуліганське містечко                | The Town Bully                    | Лорейн                      |
| 1989      | тф | На краю                             | The Edge                          | блондинка                   |
| 1989      | с  | ТБ 101                              | TV 101                            | Енні                        |
| 1989      | с  | Джамп-стріт, 21                     | 21 Jump Street                    | Квінсі Томпсон              |
| 1989      | с  | Рятівники Малібу                    | Baywatch                          | Емі Лідерач / Кетрін Бейкер |
| 1989—1990 | с  | Староста класу                      | Head of the Class                 | Ронда                       |
| 1990      | ф  | Дитяча гра 2                        | Child's Play 2                    | Кайл                        |
| 1991      | с  | Метлок                              | Matlock                           | Джилл Ламберт               |
| 1991      | с  | Таємниці батька Даулінга            | Father Dowling Mysteries          | епізод                      |
| 1990—1991 | с  | Чайна-Біч                           | China Beach                       | Карен Ланьє                 |
| 1991—1993 | с  | Опівнічна спека                     | In the Heat of the Night          | Лана Фаррен                 |
| 1991—1994 | с  | Беверлі-Гіллз, 90210                | Beverly Hills, 90210              | Емілі Валентайн             |
| 1991      | с  | Північна сторона                    | Northern Exposure                 | Сінді Рінкон                |
| 1991      | ф  | Беззахисний                         | Defenseless                       | Сінді Бодек                 |
| 1993      | ф  | Точка кипіння                       | Boiling Point                     | Керол                       |
| 1993      | ф  | Викрадачі тіл                       | Body Snatchers                    | Дженн Платт                 |
| 1993      | с  | Матриця                             | Matrix                            | Teenage Guide               |
| 1993      | с  | Їх власна ліга                      | A League of Their Own             | Кіт Келлер                  |
| 1994      | ф  | Робін Гуди                          | Robin's Hoods                     | епізод                      |
| 1995      | с  | Еллен                               | Ellen                             | Роузі                       |
| 1995      | с  | Правосуддя Берка                    | Burke's Law                       | епізод                      |
| 1995—1996 | с  | Швидка допомога                     | ER                                | Гарпер Трейсі               |
| 1996—1997 | с  | Пожежні Лос-Анджелеса               | L.A. Firefighters                 | пожежна Ерін Коффі          |
| 1997      | тф | Невловимий                          | Vanishing Point                   | Рафінія Ковальскі           |
| 1997      | тф | Мати знає краще                     | Mother Knows Best                 | Лорел Купер Роджерс         |
| 1998      | ф  | Тонка рожева лінія                  | The Thin Pink Line                | Дербі                       |
| 1998      | с  | За межею можливого                  | The Outer Limits                  | лейтенантка Росен           |
| 1998      | с  | Острів фантазій                     | Fantasy Island                    | Мері Вілкокс                |
| 1999      | с  | Смуга                               | The Strip                         | детективка Ліндсі Карбо     |
| 1999      | ф  | Останній великий атракціон          | The Last Big Attraction           | Кріссі Тратт                |
| 1999      | тф | Втеча з Марса                       | Escape from Mars                  | Ліза Пуар'є                 |
| 2000      | тф | Посадка неможлива                   | Nowhere to Land                   | Кім Макгі                   |
| 2000      | ф  | Кактус кід                          | The Cactus Kid                    | Кейті                       |
| 2001      | в  | Замовне вбивство                    | The Hit                           | Germane                     |
| 2001      | с  | Сильні ліки                         | Strong Medicine                   | капітанка Глорія Маккінні   |
| 2001      | с  | Сімейне право                       | Family Law                        | Лінда Кроулі                |
| 2001      | с  | Справедлива Емі                     | Judging Amy                       | Сьюзен Наталі               |
| 2002      | с  | Військово-юридична служба           | JAG                               | коммандерка Ферраро         |
| 2002      | с  | Для людей                           | For the People                    | епізод                      |
| 2003      | ф  | Суддя Коан                          | Judge Koan                        | Джина Ламонт                |
| 2005      | с  | Закон і порядок: Спеціальний корпус | Law & Order: Special Victims Unit | Керол Роджерс               |
| 2005      | с  | Усі жінки — відьми                  | Charmed                           | міс Діана                   |
| 2006      | с  | Детектив Раш                        | Cold Case                         | Саллі                       |
| 2006      | с  | По справедливості                   | In Justice                        | детективка Джилл Робертс    |
| 2006      | тф | У гонитві за спадщиною              | Where There's a Will              | Енні Клерк                  |
| 2006      | ф  |                                     | Restraining Order                 | Керолін Меттьюс             |
| 2006      | ф  |                                     | Approaching Union Square          | Адріанна                    |
| 2006      | ф  | Телефонна будка в Мохаве            | Mojave Phone Booth                | Алекс                       |
| 2007      | ф  | 30 маршрут                          | Route 30                          | Джун                        |
| 2007      | с  | Погляди                             | Eyes                              | агентка Джанет Блейр        |
| 2007      | с  | Скажи мені, що любиш мене           | Tell Me You Love Me               | доктор                      |
| 2008      | с  | Генеральний госпіталь: Нічна зміна  | General Hospital: Night Shift     | Сильвія                     |
| 2009      | с  | Врятуйте Грейс                      | Saving Grace                      | Ліллі Картер                |
| 2010      | кф |                                     | Bathing & the Single Girl         |                             |
| 2011      | кф |                                     | 13th and Pearl                    | Кейті                       |
| 2011      | ф  | Випускний                           | Prom                              | Сандра Ріхтер               |
| 2011      | ф  | Знаходячи надію                     | Finding Hope                      | Альма                       |
| 2012      | ф  |                                     | Route 30, Too!                    | Джоселін                    |
| 2012      | с  | Касл                                | Castle                            | Сьюзен Ріццо                |
| 2012      | кф |                                     | Grasshopper!                      | Джилл                       |
| 2015      | ф  |                                     | The Livingston Gardener           | детективка Еллен Карнес     |
| 2015      | с  |                                     | Hit the Floor                     | доктор Катлер               |
| 2017      | ф  | Культ Чакі                          | Cult of Chucky                    | Кайл                        |